# Vårfrukyrkan, Göteborg
Vårfrukyrkan är en serbisk-ortodox (tidigare Svenska kyrkan) kyrkobyggnad belägen i stadsdelen Kortedala i östra Göteborg.
Kyrkan är helgad åt den serbiska kungen och helgonet Stefan Uroš III Dečanski. Den tillhör församlingen Sankt Stefan av Dečani i Serbisk-ortodoxa stiftet i Skandinavien (förr Serbisk-ortodoxa stiftet i Storbritannien och Skandinavien).

## Namn
Under tiden som kyrkan tillhörde Svenska kyrkan hette den Vårfrukyrkan, och var då helgad åt Jungfru Marie bebådelsedag, men efter den blev serbisk-ortodox heter den numera (2025) Serbisk-ortodoxa kyrkan i Göteborg (serbisk kyrilliska: Српска православна црква у Гетеборгу; latinska: Srpska pravoslavna crkva u Geteborgu) och/eller Helige Stefan Dečanskis kyrka.

## Historik
Vårfrukyrkan i Göteborg invigdes på Vårfrudagen den 19 mars 1972 av biskop Bertil Gärtner.
Byggnaden var tidigare en av två kyrkor i Kortedala församling. Svenska kyrkan tog den ur bruk 2007 till förmån för församlingens äldsta kyrka, Allhelgonakyrkan. Orsaken var ett vikande medlemstal i församlingen. 
2008 såldes den till den serbisk-ortodoxa församlingen i Göteborg.

## Kyrkan
- Kyrkan uppfördes i gjuten naturbetong.

- Arkitekt Johan Tuvert stod bakom den enskeppiga salkyrkan, klockstapeln och de övriga församlingslokalerna som är samlade i enhetlig grupp på en bergshöjd väster om spårvagnshållplatsen Runstavsgatan.

- Taket har fyra låga fönsterband i längsriktningen som svarar för dagsljus.

## Bilder

Klockstapeln.
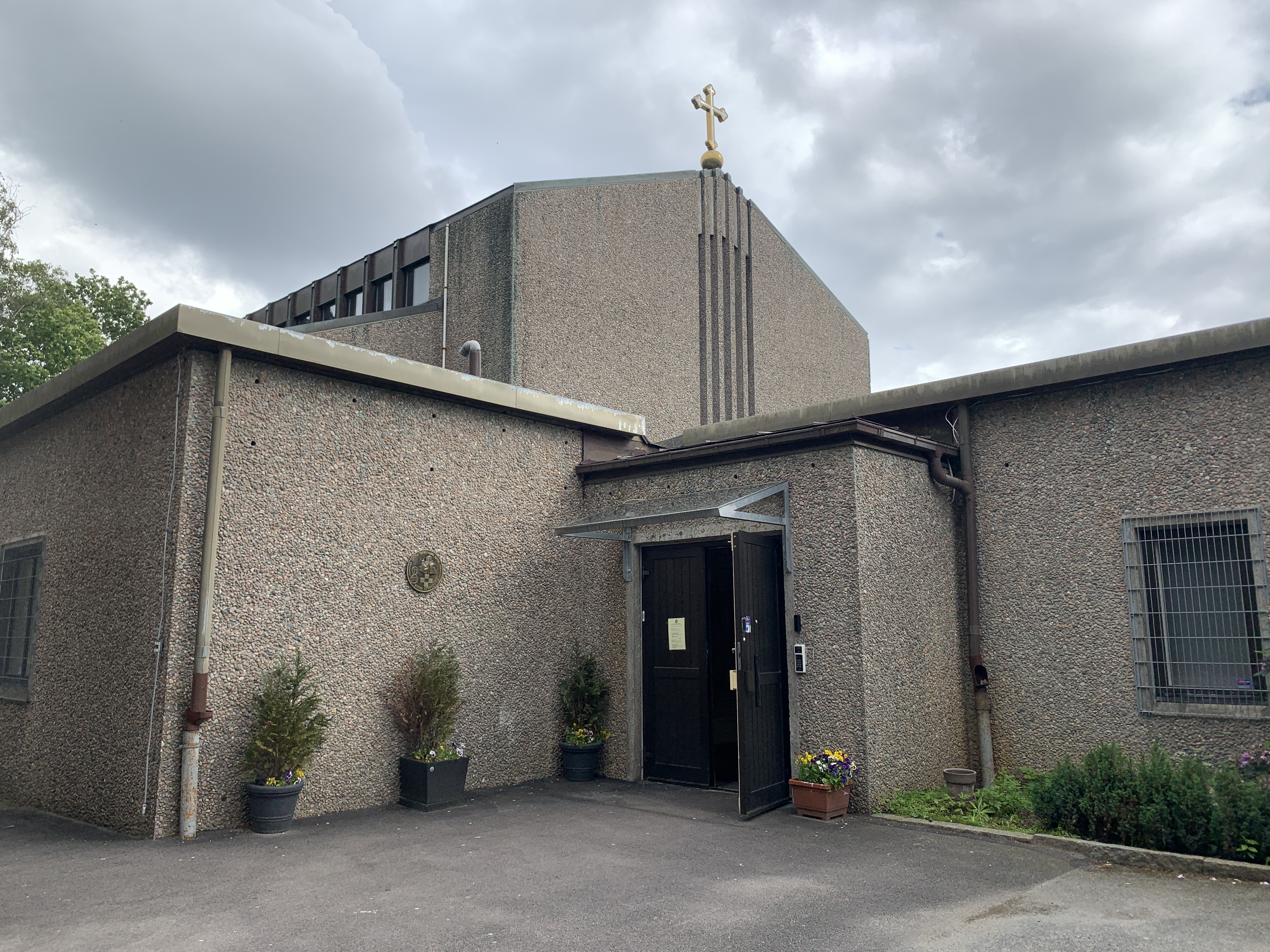
Ingången.
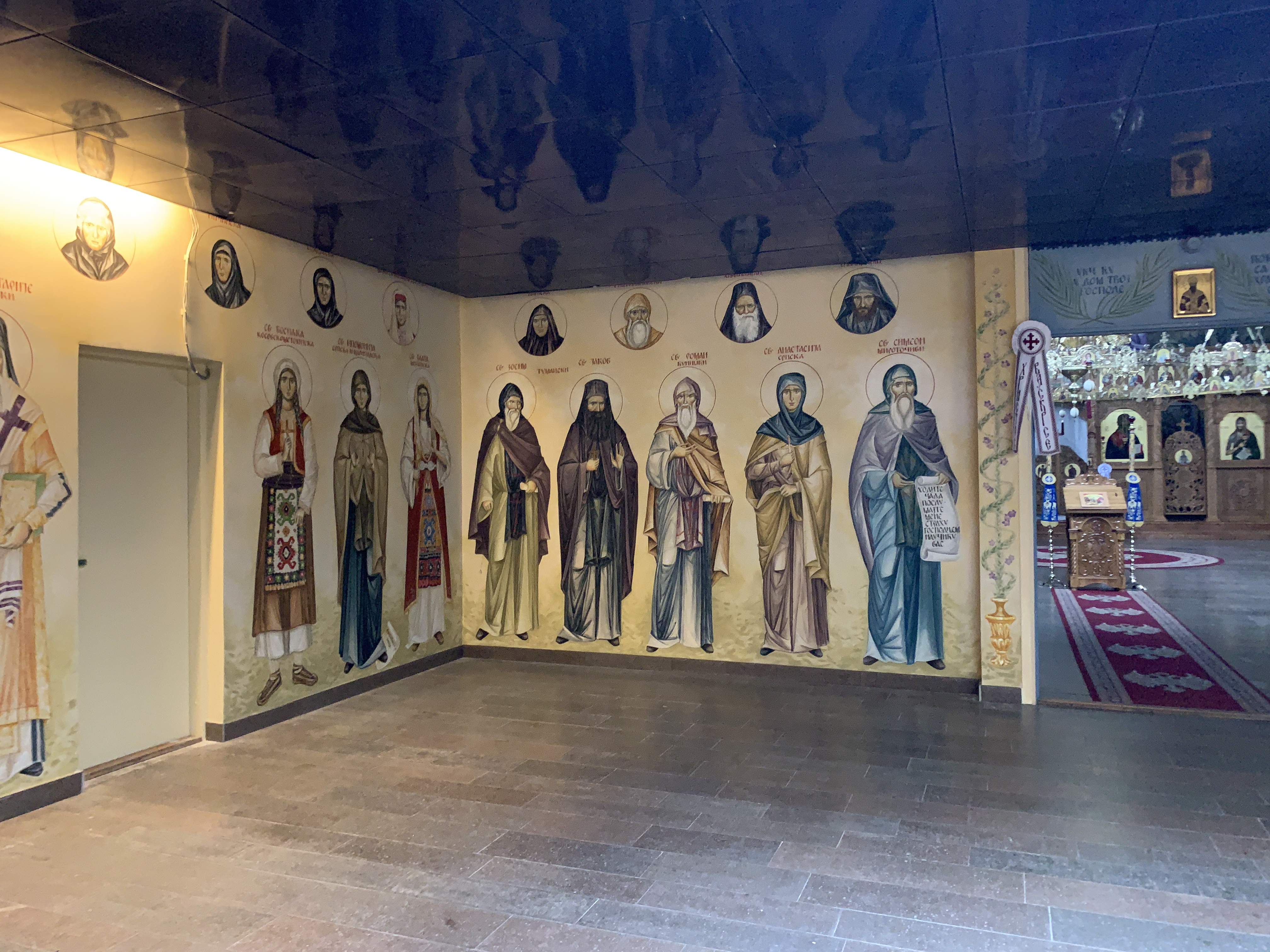
Kyrkans interiör.
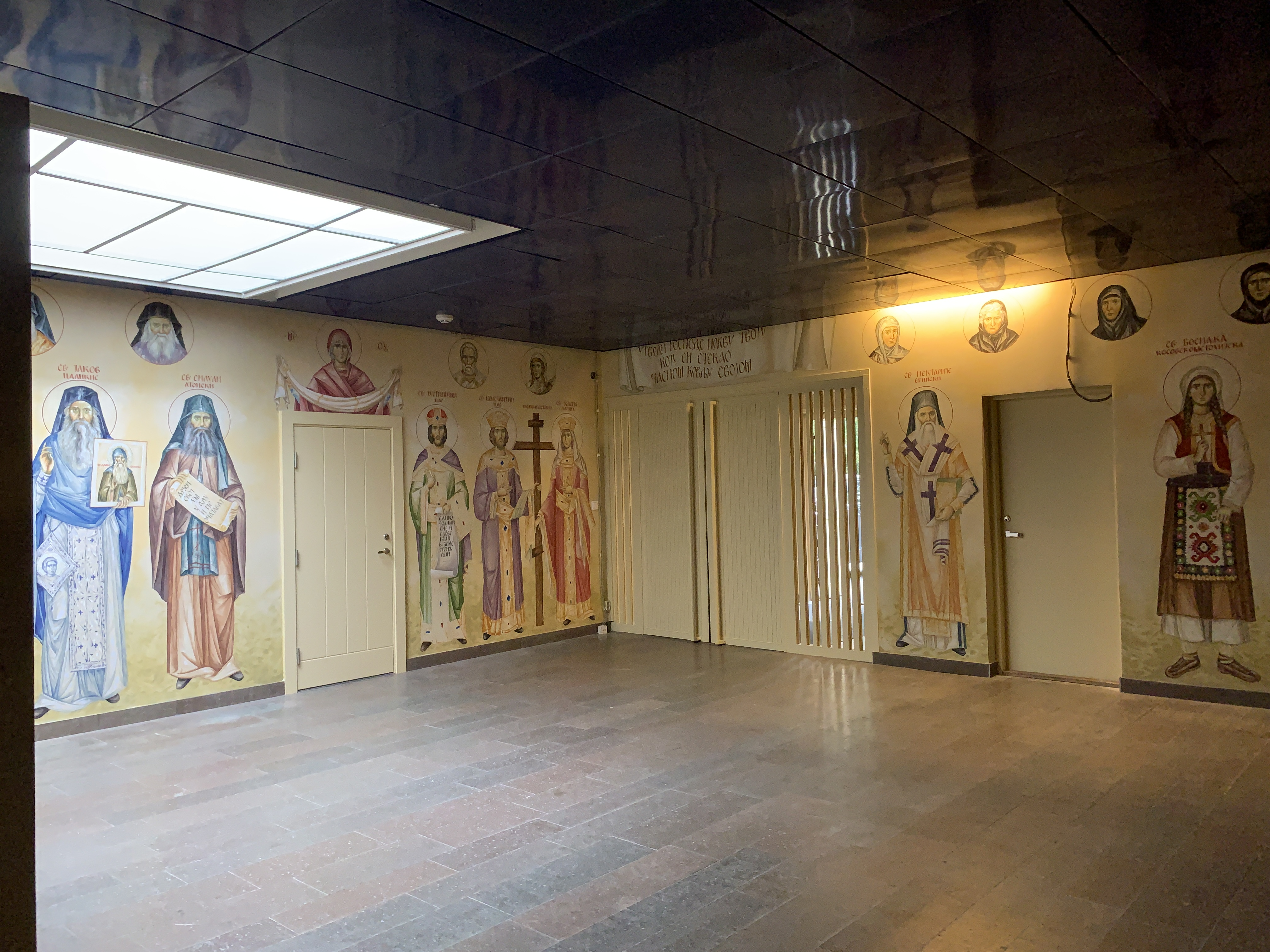
Interiören (mot utgången).
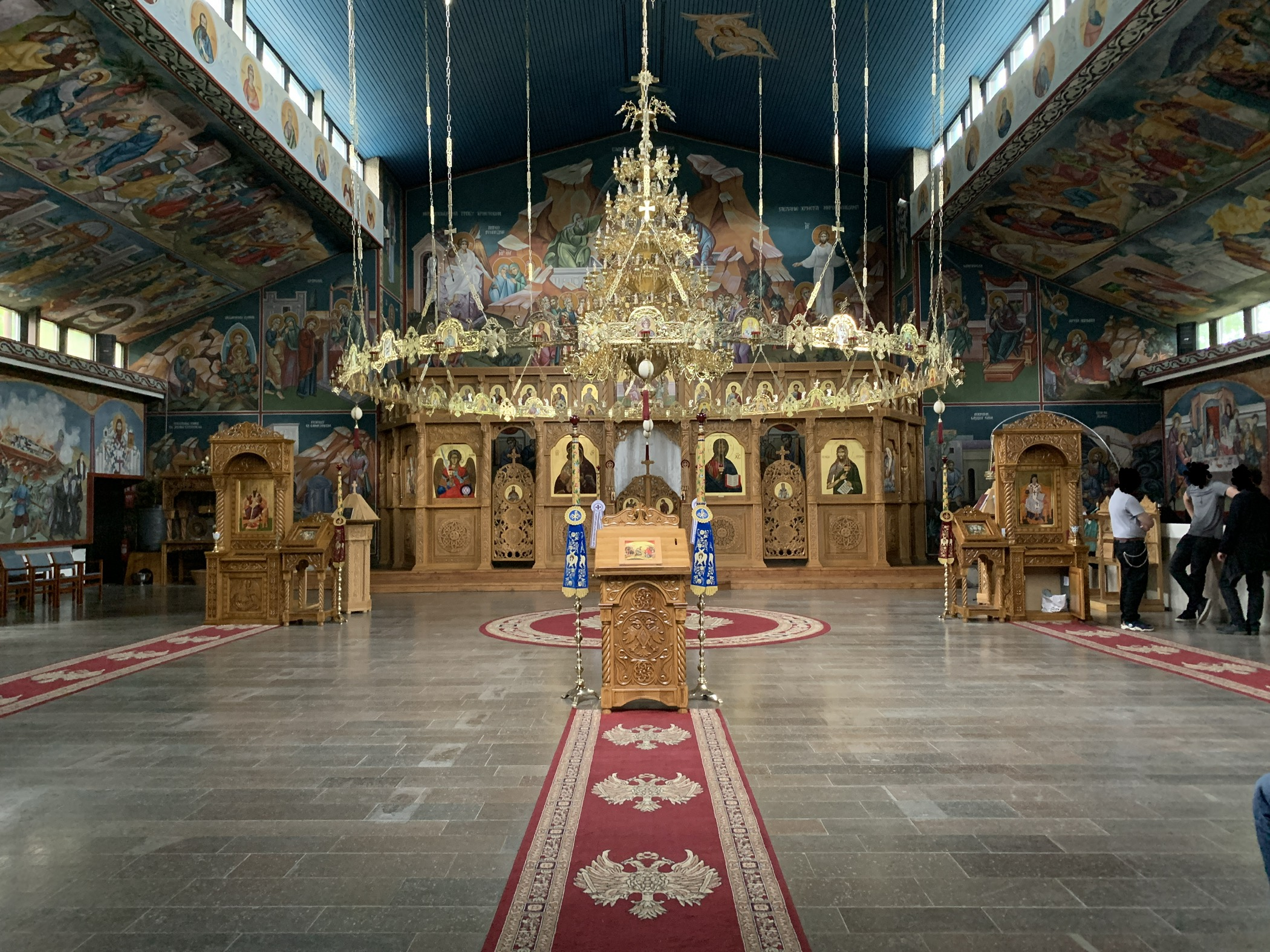
Kyrksalen mot ikonostasen.
Salen (äldre foto).
Salen (äldre foto).